# Evans Paul
Evans Paul, nazywany też K-plume (KP) (ur. 26 listopada 1955 w Port-au-Prince) – haitański polityk i dziennikarz, premier Haiti od 16 stycznia 2015 do 26 lutego 2016, pełniący obowiązki prezydenta Haiti od 7 do 14 lutego 2016.

## Życiorys
Urodził się w 1955 roku. W połowie lat 80. związał się politycznie z byłym księdzem Jean-Bertrandem Aristidem, za co w 1988 roku trafił do więzienia za rządów Prospera Avrila. W 1990 został burmistrzem stolicy kraju po sukcesie partii Fanmi Lavaras (Narodowy Front dla Zmiany i Demokracji) byłego księdza Aristide’a. Przed 2004 rokiem należał do partii Convergence Démocratique, która w 2004 przyczyniła się do obalenia Aristide’a. W 2006 roku bezskutecznie ubiegał się o stanowisko prezydenta Haiti z ramienia Partia Demokratycznego Aliansu; zdobył 2,5 procent głosów. 25 grudnia prezydent Michel Martelly ogłosił na Twitterze, że Evans Paul jest kandydatem na premiera. Stanowisko objął 16 stycznia 2015 roku, zastępując Florence Duperval Guillaume, pełniącą funkcję po rezygnacji Laurenta Lamothe’a. Wcześniej znajdował się w komisji, która wnioskowała do prezydenta o odwołanie Lamothe’a z powodu rosnącego niezadowolenia społecznego.
7 lutego 2016 został pełniącym obowiązki prezydenta Haiti po tym, jak tego dnia wygasł mandat prezydenta Martelly’ego, a w kraju nie został wybrany jego następca z powodu anulowania wyników wyborów prezydenckich z października 2015. Funkcję pełnił do 14 lutego 2016, kiedy to obie izby parlamentu wybrały Jocelerme’a Priverta na stanowisko tymczasowego prezydenta do czasu przeprowadzenia nowych wyborów prezydenckich. Stanowisko premiera zajmował natomiast do 26 lutego 2016, kiedy to zastąpił go Fritz Jean, mianowany przez Priverta.